# Hileosaure
L'hileosaure (Hylaeosaurus, "rèptil de bosc") és un gènere representat per una única espècie de dinosaure tireòfor ancilosàurid, que va viure a principis del període Cretaci inferior, fa aproximadament 140 i 135 milions d'anys, en el Valanginià i el Berriasià, al territori que actualment és Europa. El seu nom prové del grec hylē/υλη; "bosc" i saurus/σαυρος "llangardaix", és el més fosc dels tres animals usats per sir Richard Owen per definir Dinosauria, en 1842. L'espècimen original, recuperat per Gideon Mantell del bosc de Tilgate en el sud d'Anglaterra en 1832, ara resideix en el Museu d'Història Natural de Londres, on encara aquesta inclòs en el bloc de pedra calcària en el qual fou oposat. A pesar que mai sufrio una preparació, segueix sent el millor espècimen que existeix d'aquest gènere primitiu de dinosaure cuirassat.

## Descripció
Gideon Mantell estimava originalment que l'hileosaure intervé prop de 7,5 metres de llarg més de la meitat de la grandària que els altres dos dinosaures originals, l'iguanodont i megalosaure. Les estimacions modernes se situen entre els 3 a 6 metres de llarg i 1,8 m d'altura. Era un herbívor que tenia un petit cap, cames curtes, potes amb quatre dits (en cadascun tenia una petita arpa filuda).
És un dinosaure cuirassat bastant típic, amb tres espines dorsals llargues en la seva espatlla, de nodosaure que a la d'ancilosaure, i un bec, amb el qual probablement dos en els malucs, i tres files plaques d'armadura en la seva part posterior. Va poder també haver tingut una fila de plaques en la seva cua. Té un cap llarg, més similar a la tallava la vegetació baixa.

## Història
Les primeres restes foren descoberts per Gideon Mantell com Hylaeosaurus armatus a Anglaterra, en 1832. Mantell només va trobar la part davantera del dinosaure. Els científics van desxifrar l'aspecte de les parts restants i van arribar a la conclusió que semblava un llangardaix amb el dors recobert de plaques cuirassades amb espines que li naixien en el coll i s'estenien fins a la punta de la cua. Els fòssils estan englobats en una capa de calcària que es contempla en el Museu Britànic de Londres.
Els primers fòssils d'hileosaure foren descoberts en Sussex. Les restes addicionals s'han descobert en la Ïsla de Wight (també parteix de Gran Bretanya), i en Ardenas, França, encara que les restes de França pot pertànyer realment a un Polacanthus. Mantell va publicar una litografia de la seva troballa en The Geology of the South-east of England en 1833; i un altre dibuix en la quarta edició de The Wonders of Geology, en 1840. Gideon Mantell argumento originalment el que el significat d'hileosaure era "llangardaix del bosc", pel bosc de Tilgate en el qual fou descobert. Més endavant, va dir que significava el " llangardaix de Wealden" (" wealden" és una altra paraula per al bosc), en referència al Grup Wealden, el nom per a la formació geològica del Cretaci Inferior en la qual el dinosaure fou trobat el primer exemplar. En tot cas, l'epítet de l'espècie, armatus o armadd, fou triat per Mantell a causa de la seva armadura.